# Nickender Steinbrech

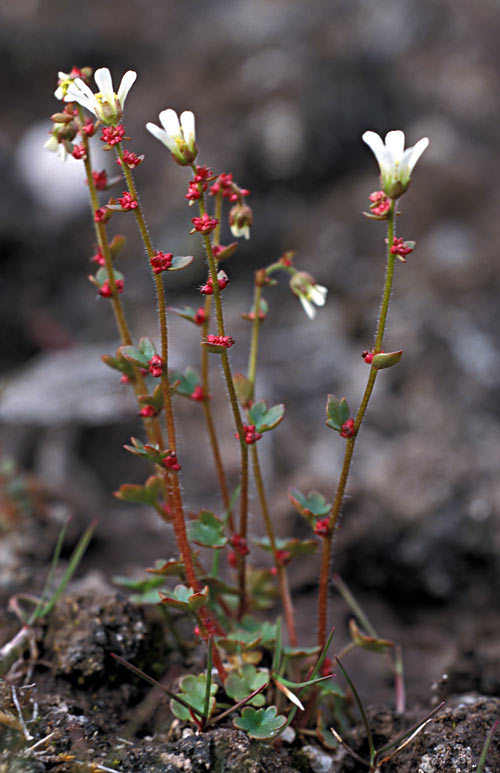
Habitus mit Bulbillen und Blüten

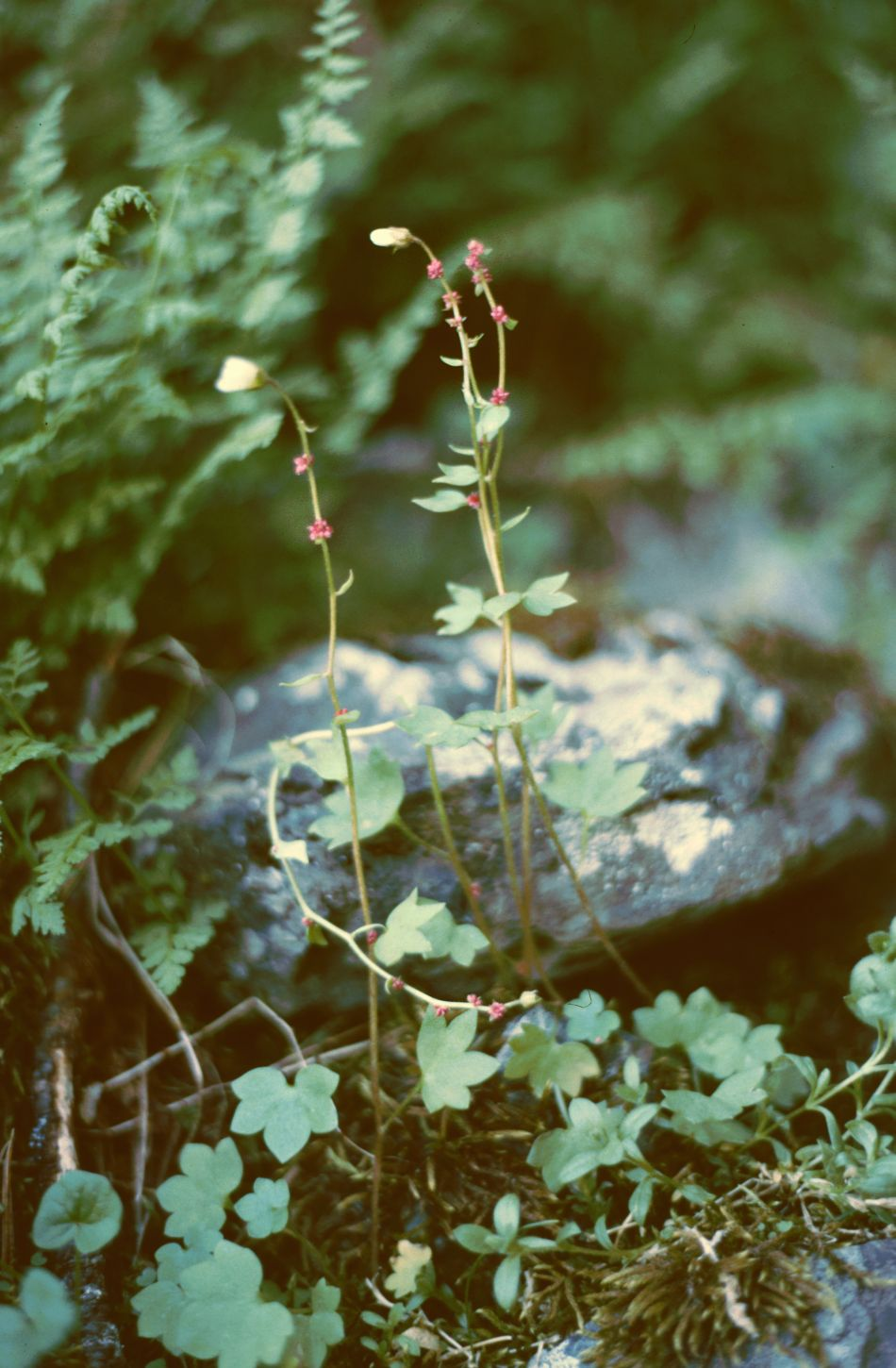
Nickender Steinbrach mit Blättern

Der Nickende Steinbrech (Saxifraga cernua) ist eine Pflanzenart aus der Gattung Steinbrech (Saxifraga) in der Familie der Steinbrechgewächse (Saxifragaceae).

## Merkmale
Der Nickende Steinbrech ist eine ausdauernde krautige Pflanze, die Wuchshöhen von 10 bis 15 Zentimeter erreicht. Der Stängel ist einfach, aufrecht, behaart und beblättert, oben ist er meist nickend. Die in grundständigen Rosetten und wechselständig am Stängel verteilt angeordneten Laubblätter sind in Blattstiel und Blattspreite gegliedert. Die Blattspreite ist 10 bis 20 Millimeter breit, ihr Umriss ist herz- bis nierenförmig und sie sind bis zur Mitte in 3 bis 7 breite Lappen geteilt, außerdem sind sie locker drüsig behaart. Die obersten Stängelblätter sind ungelappt, länglich-eiförmig und sitzend. In den Blattachseln werden Brutknöllchen (Bulbillen) zur vegetativen Vermehrung gebildet.
Der Stängel trägt nur eine Blüte. Die fünf Kelchblätter sind meist purpurfarben. Die fünf weißen Kronblätter sind mit 8 bis 12 Millimeter bis zu viermal so lang wie die stumpfen Kelchzipfel, kahl, verkehrt-eiförmig und zum Grund hin keilig verschmälert. Die Staubblätter sind so lang wie die Kelchblätter bis doppelt so lang. Der Fruchtknoten ist länglich-eiförmig. Es werden keine Früchte ausgebildet.
Die Blütezeit liegt im Juli und August je nach Standort.
Die Art hat die Chromosomenzahl 2n = 60 oder 64; in der außereuropäischen Arktis kommen aber auch die Zahlen 24, 48, 52, 56, ca. 68, 70 oder 72 vor.

## Vorkommen
Der Nickende Steinbrech ist in den arktischen und subarktischen Regionen von Eurasien und Nordamerika weit verbreitet und kommt daneben auch in den Hochgebirgen der gemäßigten Breiten der Nordhalbkugel vor. In den Alpen ist die Art sehr selten. In Deutschland fehlt die Art. Ihre Vorkommen finden sich in der subalpinen bis alpinen Höhenstufe, in Höhenlagen von 1800 bis 2800 Meter, an feuchten schattigen Felsabsätzen, -höhlen und Lägerstellen über Kalk und Gneis. Am Piz Arina in der Samnaungruppe im Unterengadin erreicht die Art 2830 Meter Meereshöhe.
Die ökologischen Zeigerwerte nach Landolt et al. 2010 sind in der Schweiz: Feuchtezahl F = 3+ (feucht), Lichtzahl L = 4 (hell), Reaktionszahl R = 4 (neutral bis basisch), Temperaturzahl T = 1+ (unter-alpin, supra-subalpin und ober-subalpin), Nährstoffzahl N = 4 (nährstoffreich), Kontinentalitätszahl K = 2 (subozeanisch).

## Ökologie
Die Blüten duften nach Mandeln. Blütenbesucher sind Dipteren. Die Bulbillen bestehen aus mehreren fest zusammenschließenden, eiförmigen oder länglichen Schuppenblättern. Sie sind dickfleischig und reich an Stärke. Die der Grund- und Stängelblätter sind weißlich, die des Blütenstands sind dunkelrot gefärbt. Die Bulbillen werden auch von Schneehühnern gefressen.